# Dana Ivgy

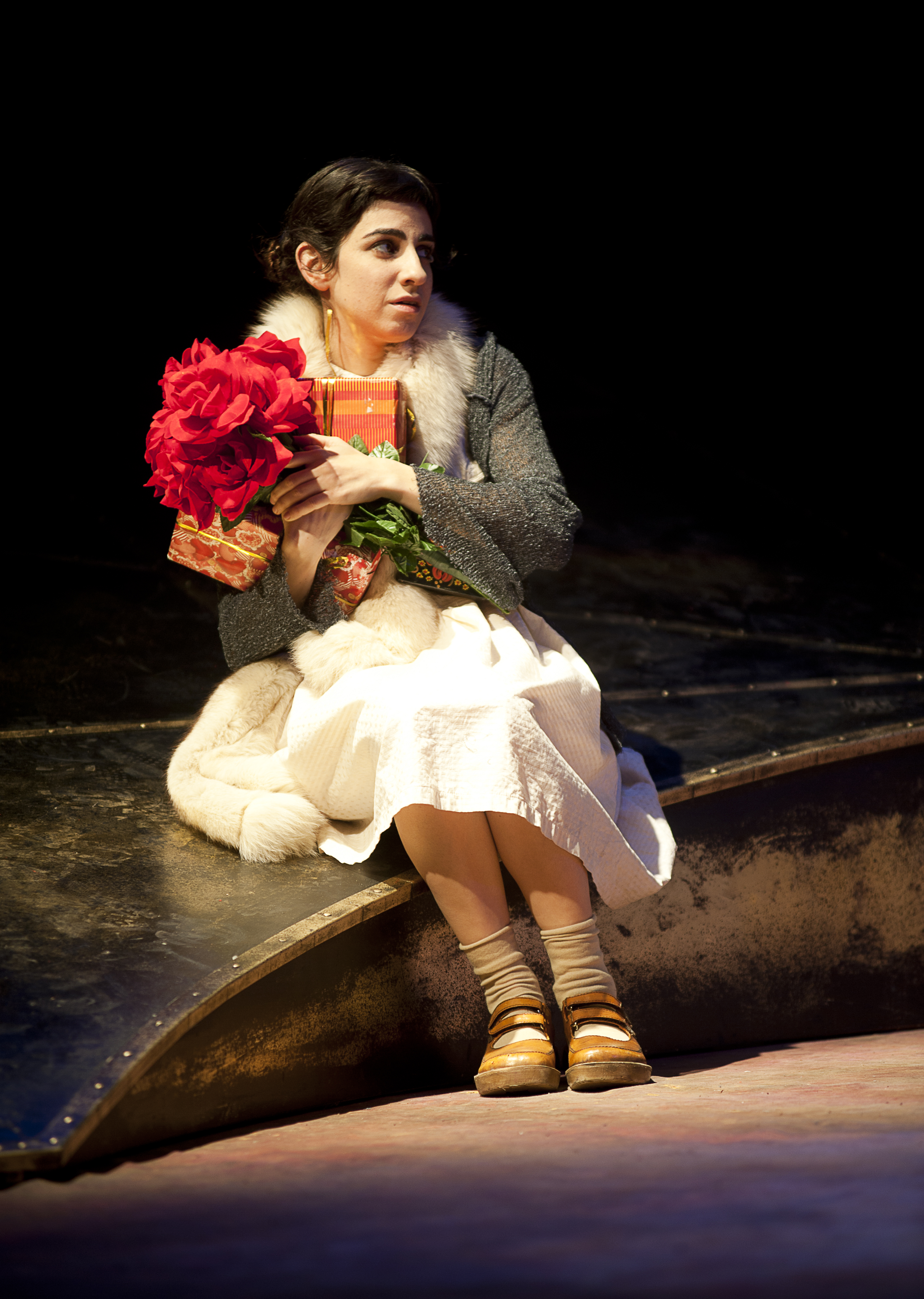
Dana Ivgy (2011)

Dana Ivgy (hebräisch דאנה איבגי; * 3. April 1982 in Tel Aviv-Jaffa) ist eine israelische Schauspielerin.

## Leben
Dana Ivgy ist die Tochter des israelischen Filmemachers und Schauspielers Moshe Ivgy und der Schauspielerin Irit Sheleg. Ihr Schauspieldebüt gab sie 1992 an der Seite ihres Vaters in Gur Hellers Drama Malachim B'Ruah. Größere Aufmerksamkeit erhielt sie 2002, als sie für ihre Darstellungen in den beiden israelischen Dramen Beitar Provence und The Barbecue People jeweils für den israelischen Filmpreis Ophir Award als Beste Nebendarstellerin nominiert wurde. Für ihre Darstellung der Or in Keren Yedayas Drama Eine Tochter wurde sie 2004 mit einem Ophir Award als Beste Hauptdarstellerin ausgezeichnet. Zwei weitere Nominierungen der gleichen Kategorie folgten 2009 für ihr Schauspiel in Haiu Leilot und Jaffa. 2014 gewann sie den Preis erneut für ihre Rolle in Null Motivation – Willkommen in der Armee!.

## Filmografie
- 1992: Malachim B’Ruah
- 2001: Kochav Zore’ach Me’al HaLev
- 2002: Beitar Provence
- 2002: Broken Wings (Knafayim Shvurot)
- 2002: The Barbecue People (Ha-Mangalistim)
- 2004: Eine Tochter (Or)
- 2006: Stellvertreterin (Hayelet Bodeda) (Kurzfilm)
- 2007: Trennung (Disengagement)
- 2007: The Secrets (Ha-Sodot)
- 2009: Haiu Leilot
- 2009: Jaffa
- 2010: Haiu Leilot
- 2013: Cupcakes
- 2014: Null Motivation – Willkommen in der Armee! (Efes beyahasei enosh)
- 2014: Next to Her
- 2018: Saints Rest
- 2018: Le'at Yoter – Voice Over
- 2018: Autonomies (Fernsehserie, 6 Folgen)
- 2018–2020: Messiah (Fernsehserie, 25 Folgen)
- 2018–2022: Queens (Malkot, 21 Folgen)
- 2021: Cinema Sabaya
- 2021: Me'ila (Fernsehserie, 7 Folgen)
- 2022: The Other Widow
- 2020–2023: Aba Metapelet (Fernsehserie, 98 Folgen)
- 2024: Night Therapy (Fernsehserie, 6 Folgen)

## Auszeichnung
Ophir Award
- 2002: Nominierung als Beste Nebendarstellerin für Beitar Provence
- 2002: Nominierung als Beste Nebendarstellerin für The Barbecue People
- 2004: Beste Hauptdarstellerin für Eine Tochter
- 2009: Nominierung als Beste Hauptdarstellerin für  Jaffa
- 2009: Nominierung als Beste Hauptdarstellerin für Haiu Leilot
- 2014: Beste Hauptdarstellerin für Null Motivation – Willkommen in der Armee!